# Appias remedios
Appias remedios är en fjärilsart som beskrevs av Schröder och Colin G.Treadaway 1980. Appias remedios ingår i släktet Appias och familjen vitfjärilar. Inga underarter finns listade i Catalogue of Life.